# سنفر
| T22 | F35 | A1 |

| T22 | F35 | A1 |

سنفر أو سن نفر أحد مديري فرعون يرعى شئون الثروات، فكان في عهد تحتمس الثالث يتقلد وظيفة حامل أختام الملك Imj-r3ḫtm.t بين عامي 1438 قبل الميلاد إلى 1420 قبل الميلاد.
يعرف سنفر من مقبرته رقم TT99 (غرب طيبة) التي عثر عليها وقد سرقها اللصوص في العهود القديمة، حيث وجدت مسروقة. كان سنفر أبن أحد الموظفين الكبار لفرعون «حاي تحوت» الذي كان متقلدا مهام «ريئس مكتب واتت حور». وكان اسم والدته «سات تحوت». ذكر «سن نفر» أيضا في مخطوطة بردية محفوظة الآن في متحف اللوفر بباريس (بردية Louvre E3226). وهذه البردية عبارة عن شهادة لإدارة سنفر أعمال تحتمس الثالث وتأريخها في العام 32 من حكم تحتمس الثالث. وهذه هي الوثيقة الوحيدة التي يذكر فيها تاريخ صدورها بشأن سنفر كمدير لثروات الملك وحامل أختامه. بجانب ذلك فكان «سن نفر» - ومعنى اسمه «الأخ الحسن» - منقوشا على إحدى اللوحات خلف تحتمس الثالث تبينهما في سيناء.
أنجب «سن نفر» ابنه اسمها «رنينا».
بقي من آثار «سن نفر» تماثيل له مختلفة ومحراب للصلاة عند جبل السلسلة. ويعتقد أن أحد موظفي الدولة أثناء حكم حتشبسوت قد استولى على المصلى ووضع اسمه عليها.

## الاسم بالهيروغليفية
| sn | nfr |

أو
| sn | nfr | i |

سن نفر أو أحيانا سن نفري 
(الاسم مكتوب هنا من اليسار إلى اليمين)
- ومعناه: الأخ الحسن

## اقرأ أيضا
- وظائف مصر القديمة
- عمدة طيبة
- تياتي
- أمير شونة أمون
- كاهن-وعب
- حامل أختام الملك
- مقابر النبلاء (الأقصر)